# Девід Пол
Девід Пол (англ. David Paul; 8 березня 1957, Хартфорд — 6 березня 2020) — американський актор і телепродюсер.

## Біографія
Девід Пол народився 8 березня 1957 року раніше свого брата близнюка Пітера Пола, ставши третьою?[джерело?] дитиною в сім'ї. Батьківщина Девіда — невелике містечко Хартфорт в штаті Коннектикут, США.
Підлітком Девід займався американським футболом і боротьбою, обидва види спорту вимагали неабиякої фізичної сили й великої м'язової маси. Пізніше переключився виключно на заняття бодібілдінгом. Відомо, що у віці 15 років Девід, при власній вазі трохи більше 65 кг витискав, лежачи на лаві, штангу вагою 136 кг. 
Подорослішавши, на піку своєї спортивної форми він вже справлявся з вагою 230 кг, використовуючи при цьому зворотний хват.
В кінці 1970-х молоді брати Девід і Пітер Пол відкрили свій атлетичний зал з промовистою назвою «Будинок металу». Але після залишили своє дітище і переїхали в Мекку бодібілдингу — до Каліфорнії в пошуках слави.
У часи активних тренувань брати тренувалися у відомому залі Gold's Gym під керівництвом Петера Гримковского. З 1983 по 2005 рік брати знялися більш ніж в дюжині кінокартин, найбільш відомою і популярною для українського глядача стала комедійна стрічка 1994 року «Няньки» («Twin Sitters»). Невигадливий сюжет багато в чому привернув до себе увагу завдяки двом головним героям, культуристам-близнюкам Девіду і Пітеру Фальконе (імена братів у картині були збережені).
Про участь кого-небудь з братів у змаганнях з бодібілдингу нічого не відомо, хоча як запрошені гості й нагороджуючі брати Девід і Пітер Пол помічені на багатьох змаганнях найвищого рангу, в тому числі і на Арнольд Класік і Містер Олімпія.
7 березня 2020 року з'явилося повідомлення про те, що 6 березня Девід Пол помер уві сні у віці 62 років. Інформацію про смерть Девіда Пола підтвердив його брат-близнюк Пітер.

## В даний час
Девід Пол останнім часом професійно займався фотографією, крім акторської діяльності він також писав музику і вірші, грав на гітарі. На його офіційному сайті [Архівовано 28 листопада 2021 у Wayback Machine.] представлена маса фоторобіт, в тому числі і в тематиці бодібілдингу.

## Тренування і харчування
Девід і Пітер виконують фронтальні присідання з 500-фунтової штангою. «Моя маса
постійно росте, і я повинен з'їдати по 36 сирих яєць на день, змішуючи
їх з молоком. Кожен день на тренуваннях
я спалюю до 7 тисяч калорій. Це найшвидший метаболізм на всьому Заході», — жартує Девід.
Регулярно п'є молоко або йогурт, що містять 3,5 відсотка жиру і до
200 на чашку, 260 г до і після тренування.

## Фізичні дані
- Зріст — 183 см
- Вага 235—245 фунтів.
- Грудна клітка — 143 см.
- Окружність шиї — 20,5 дюймів.

## Фільмографія
- 1992 — «Подвійні неприємності»
- 1994 — «Няньки»